# Agrippina (film)
Agrippina er en italiensk stumfilm fra 1911 af Enrico Guazzoni.Filmen skildrer Agrippina den Yngres liv og var en del af udviklingen hen imod romerske epos i den tidlige italienske film.

## Medvirkende
- Maria Caserini
- Amleto Novelli
- Signora Sturla
- Giovanni Dolfini
- Cesare Moltini